# Yakhchal

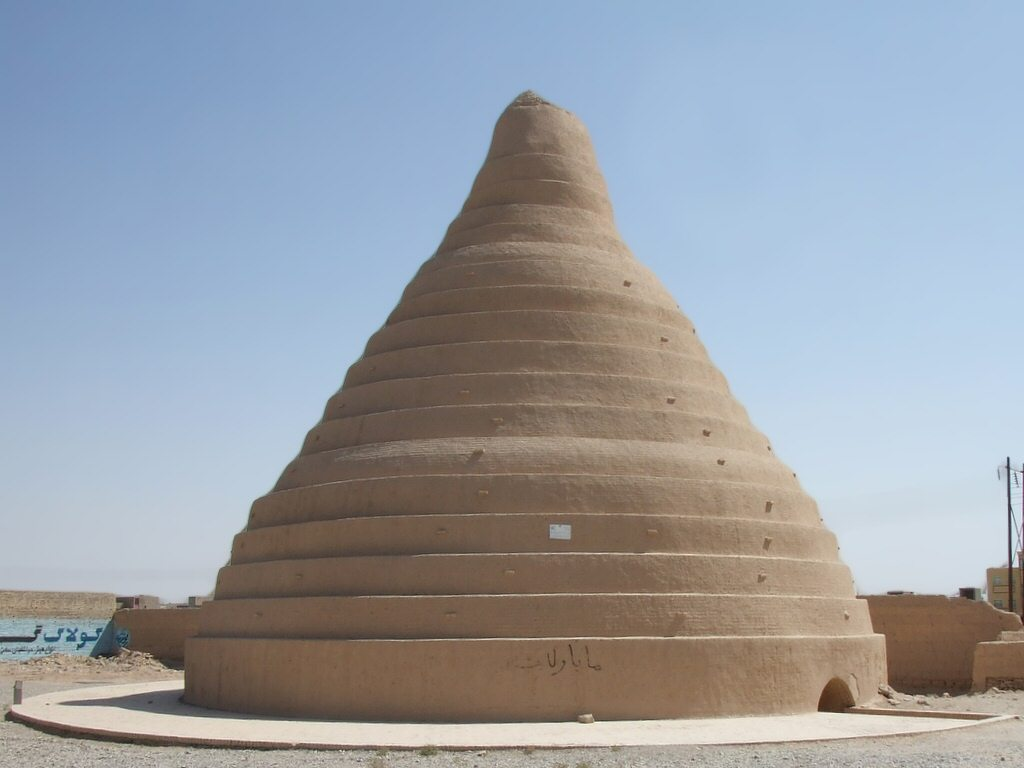
Yakhchal em Yazd, Irã

Yakhchāl (em persa: یخچال "poço de gelo"; yakh que significa "gelo" e chāl que significa "poço") é um antigo tipo de resfriador evaporativo. Acima do solo, a estrutura tem uma forma de cúpula, e conta com um espaço de armazenamento subterrâneo; era comummente usada para armazenamento de gelo, mas às vezes era usada para armazenar alimentos. O espaço subterrâneo, juntamente com o material de construção espesso resistente ao calor, isolavam o espaço de armazenamento das temperaturas externas durante todo o ano. Estas estruturas foram, principalmente, construídas e usadas na Pérsia. Muitos "yakhchals" construídos há centenas de anos ainda estão de pé.

## Design e Processo
Por volta de 400 a.C. os persas haviam dominado a técnica de utilização de yakhchals para criar gelo no inverno e armazená-lo no verão no deserto. Na maioria dos Yakhchals, o gelo surge espontaneamente durante as estações frias do ano; a água é canalizada a partir do aanat (aqueduto iraniano) para o yakhchal e ela congela após repousar no interior da estrutura. Normalmente, uma parede é feita em direção leste-oeste próximo ao yakhchal e a água é canalizada a partir do lado norte da parede de modo que a sombra da parede mantém a água fresca para ajudá-la a congelar mais rapidamente. Em alguns yakhchals, o gelo é também trazido de montanhas próximas para armazenamento ou para alimentar o processo de congelamento da água.
O gelo é criado e armazenado ativa e passivamente, nestes refrigeradores especialmente desenvolvidos. O design específico do edifício permite que o ar frio entre a partir de entradas na base da estrutura e desça para a parte mais baixa do yakhchal (grandes espaços subterrâneos de até 5,000 m³, ao mesmo tempo, a forma cônica e alta do edifício guia qualquer calor remanescente para cima e para fora através das aberturas no topo do edifício, e através deste processo ativo o ar no interior do yakhchal permanece mais frio do que o do lado de fora. Há também o material; a estrutura de um yakhchal é feito de uma argamassa resistente à água única chamada sarooj, composta de areia, argila, claras de ovo, limão, pelo de cabra e cinzas, em proporções específicas, que é resistente à transferência de calor e é pensada para ser completamente impenetrável para a água. Este material funciona como um isolamento eficaz durante o ano todo. As paredes de sarooj têm, pelo menos, dois metros de espessura na base.
Comummente os yakhchals têm acesso a um Qanat, às vezes equipados com um sistema de Bâdgirs (antigo projeto de apanhadores de vento ou torres de vento) que poderia facilmente trazer temperaturas no interior do espaço até níveis frígidos, mesmo nos dias de verão. Construídas de barro ou tijolos de barro, em formas quadradas ou redondas, Bâdgirs capturam a menor brisa pelas aberturas no topo e canalizar o ar frio para baixo, através de ripas de madeiras verticalmente colocadas, até a água ou a estrutura abaixo. Como alternativa, o Bâdgir pode funcionar como uma chaminé, expelindo o ar quente para cima, para puxar o ar frio a partir de uma abertura na base ou de um Qanat a ela conectado (o ar do Qanat é resfriado pelo fluxo subterrâneo). Muitas das casas em cidades no deserto também são equipadas com o sistema Bâdgir.
O gelo criado e armazenado no yakhchal é utilizado durante todo o ano, especialmente nos dias quentes de verão para vários fins, incluindo a conservação de alimentos, para relaxamento, ou para fazer faloodeh, a tradicional sobremesa congelada persa.

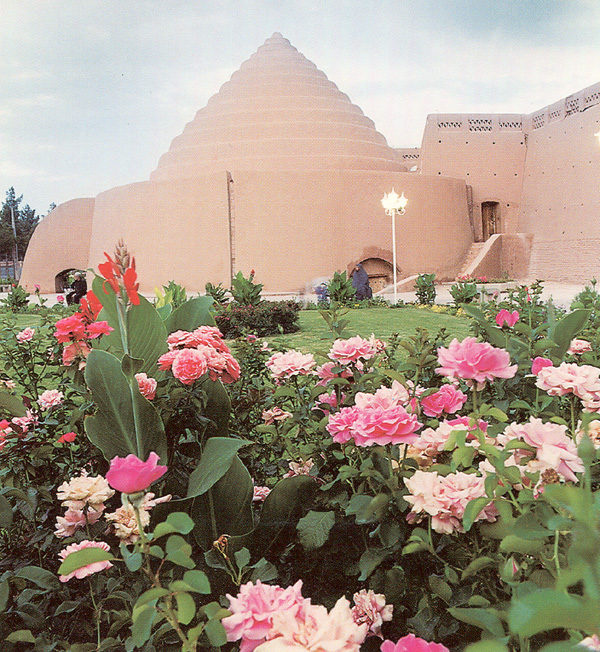
Yakhchal perto da Carmânia, Irã

Um yakhchal em Carmânia está localizado a cerca de 1500 m do centro da cidade. Esta construção em forma de cone tem cerca de dezoito metros de altura. O enorme isolamento e as contínuas águas frias que descem em espiral ao seu lado, mantém o gelo congelado durante todo o verão.
No atual Irã, Afeganistão e Tajiquistão, o termo yakhchal também é usado para se referir aos refrigeradores domésticos (e comerciais) modernos.